# Municipio de Yadkin
El municipio de Yadkin (en inglés: Yadkin Township) es un municipio ubicado en el  condado de Stokes en el estado estadounidense de Carolina del Norte. En el año 2010 tenía una población de 21.834 habitantes.

## Geografía
El municipio de Yadkin se encuentra ubicado en las coordenadas 36°17′51.5″N 80°21′36.19″O / 36.297639, -80.3600528.